# Rossocoleus ellipticus
Rossocoleus ellipticus is een keversoort uit de familie Schizocoleidae. De wetenschappelijke naam van de soort is voor het eerst geldig gepubliceerd in 1937 door Martynov.